# Nicolangelo D'Acunto
Nicolangelo D'Acunto (Albenga, 5 gennaio 1966) è uno storico italiano.

## Biografia
Allievo della Scuola Normale Superiore di Pisa, si è laureato nel 1989 con Cinzio Violante. Dopo il Dottorato di Ricerca in storia medievale alla Cattolica di Milano, ha completato la sua formazione presso l'Ecole Française e l'Istituto Storico Germanico di Roma. Ha insegnato Paleografia e Diplomatica all'Università di Perugia (1996-1998), per passare all’Università Cattolica di Milano-Brescia come ricercatore (dal 2000), professore associato (dal 2002) e professore ordinario (dal 2014) di Storia medievale.
E' Direttore del Dipartimento di Studi Medievali, Umanistici e Rinascimentali dell'Università Cattolica del Sacro Cuore di Milano/Brescia. 
Il 23 luglio 2024 è stato nominato dal Ministro della Cultura componente del Consiglio direttivo e di consulenza scientifica dell’Istituto Storico Italiano per il Medio Evo.
Molto intensi i suoi contatti con la medievistica tedesca in qualità di Mitarbeiter del Sonderforschungsbereich 537 della Technische Universität di Dresden (2001-2008) e come membro di un progetto di ricerca sul papato medievale finanziato dalla Deutsche Forschungsgemeinschaft (2008-2010). Nel 2007 è stato Research Fellow presso la Katholische Universität Eichstätt-Ingolstadt. È membro del consiglio scientifico del FOVOG (Forschungsstelle für Vergleichende Ordensgeschichte) e del comitato scientifico della collana Vita Regularis. Ordnungen und Deutungen religiosen Lebens im Mittelalter (Lit Verlag, Berlin - Münster - Wien - Zürich). Nel 2017 è stato visiting professor presso l'Henri Pirenne Institute for Medieval Studies della Ghent University nell'ambito di uno scambio finanziato dalla Accademia Nazionale dei Lincei e dalla Koninklijke Vlaamse Academie van België voor Wetenschappen en Kunsten.
Dal 2002 al 2012 ha diretto il Comitato scientifico del Centro di Studi Avellaniti.
Dal 2013 è Direttore del Centro di Studi sugli Insediamenti Monastici Europei (CESIME) dell'Università Cattolica e della collana Le settimane internazionali della Mendola - Nuova serie (ed. Vita e Pensiero), in qualità di Presidente del Comitato Scientifico delle Settimane Internazionali di Studi Medievali della Mendola.
È socio di diverse accademie nazionali e internazionali e ha pubblicato più di duecento studi di argomento medievistico tra monografie e articoli su periodici internazionali. Ha partecipato in qualità di relatore a molti convegni internazionali in Italia, Francia, Belgio, Austria, Gran Bretagna, Germania, Argentina e Stati Uniti. Ha guidato la delegazione europea alla Dante’s Divine Comedy Conference, tenutasi alla Beijing Normal University (Pechino, 4-6 novembre 2016).
I suoi studi riguardano la storia delle istituzioni dei secoli X-XIII, con particolare riferimento all’età ottoniana e alla riforma ecclesiastica del secolo XI, di cui ha corretto alcune interpretazioni tradizionali. Studia anche la storia istituzionale di Assisi nel medioevo.